# Hunt: Showdown
A Hunt: Showdown egy első személyű lövöldözős videójáték a Crytektől. A Steamen korai hozzáférésben 2018. február 22-én, Xbox Game Preview-ra pedig 2019. május 29-én jelent meg. A játék teljes kiadása 2019. augusztus 27-én jelent meg Microsoft Windowsra, Xbox One-ra 2019. szeptember 19-én, PlayStation 4-re pedig 2020. február 18-án. A játékban a játékos egy fejvadász szerepét ölti magára, aki mitikus szörnyeket próbál megölni, hogy megszerezze a fejpénzüket, és elég sokáig túléljen a többi fejvadásszal szemben, hogy elérje a kivonulási pontot.
A Hunt: Showdown eredetileg a Crytek USA-nál volt fejlesztés alatt, akik Hunt: Horrors of the Gilded Age címmel a Darksiders - egy elődjük, a Vigil Games által fejlesztett videójáték-sorozat - szellemi utódját szerették volna létrehozni. Az elképzelések szerint kooperatív többjátékos játék lett volna. A 2014 júniusi első bejelentés után a Crytek USA pénzügyi problémák miatt leállt, és a fejlesztés a Crytek németországi központjába került. A játékot új, Hunt: Showdown címmel 2017 májusában jelentették be újra, és egy kompetitív többjátékos játék lett, amelyben a játékosoknak egy nagy, nyílt világra hasonlító térképen kell megküzdeniük más játékosokkal és mesterséges intelligencia által irányított ellenségekkel. A játék megjelenésekor általánosságban pozitív kritikákat kapott, és dicsérték innovatív játékmenetet.

## Játékmenet
A Hunt: Showdown egy többjátékos first-person shooter, két játékmóddal. A "Bounty Hunt"ban a játékos fejvadászként játszik, aki a játék 5 bossa közül egyet vagy kettőt vadászhat le (abszurd esetben megtörténhet, hogy a térképen három boss is van), hogy a fejpénzt megkapja. A játékosok egyedül vagy legfeljebb két másik játékossal együtt dolgozhatnak, hogy a három pályán nyomokat találjanak a szörny tartózkodási helyére vonatkozóan. Mindegyik pálya egy közepes méretű nyitott világként funkcionál, tele egyéb környezeti veszélyekkel és ellenségekkel, mint például Grunt-ok, Hive-ok vagy Armored-ok. Ahogy a játékos egyre több nyomot gyűjt, úgy szűkül a szörny rejtekhelye. Öt szörny van, köztük a Butcher, a Pók, az Assassin, a Scrapbeak és egy vadon található célpont, a Rotjaw. A játékosok számos fegyvert használhatnak a sörétes puskáktól és számszeríjaktól kezdve az egzotikus elefántpuskákig és karabélyokig, mint a Mosin-Nagant, hogy legyőzzék ellenségeiket,[6] bár a lőszer mennyisége kevés ebben a játékban, ami arra kényszeríti a játékosokat, hogy figyeljenek oda, hogyan használják lövedékeiket. Emellett számos eszközhöz is hozzáférhetnek, mint a csapdák és csalik. A szörny megölése után a játékosok begyűjtik a vérdíjat, és túl kell élniük, amíg el nem érik az egyik kivonulási pontot. Ezeknek a kijáratoknak a helyét véletlenszerűen helyezik el a térképen. A fejpénz begyűjtése korlátozott idejű lehetőséget ad a játékosnak, hogy lássa a többi közelben lévő játékos hozzávetőleges helyzetét, de a játékban lévő térképen az összes többi játékos számára is feltárja a fejpénz birtokosának helyzetét. A játékosok a fejpénzt egy aktuális fejpénztulajdonos megölésével lophatják el, ami a játék egyik alapvető stratégiai eleme. Minden mérkőzés legfeljebb 12 játékost támogat.
A játék második módja, a "Soul Survivor" (korábbi nevén Quickplay) egy 15 percig tartó battle royale mód. Minden mérkőzésen a játékos minimális felszereléssel indul, amelyből választhat egy alacsony fokozatú revolver, egy alacsony fokozatú sörétes puska vagy egy alacsony fokozatú közelharci fegyver közül. A játékos feladata 4 Rift megtalálása a térképen (hasonlóan a Bounty Huntban található nyomokhoz) és a Wellspring aktiválása. Ahogy a játékos bejárja a térképet, jobb felszereléseket és fegyvereket szerezhet magának. Az a játékos, aki először aktiválja a negyedik Rift-et, lesz a Wellspring Carrier, és meg kell védenie magát az ellenséges játékosok ellen, és győznie kell azáltal, hogy vagy utolsóként marad talpon, vagy kimeríti a Wellspringet a szükséges ideig. A győztes, aki túléli, az összes összegyűjtött tulajdonságával és felszerelésével toborozhatja a Soul Survivor-t, hogy a Bounty Hunt módban játszhasson.

## Kiadás
A Hunt: Horrors of the Gilded Age-ről először 2014 végén jelentették be, hogy bétatesztet kap, majd a tervezett megjelenés után bejelentették PlayStation 4-re és Xbox One-ra. A Huntot eredetileg free-to-play játéknak tervezték, Adams azonban hangsúlyozta, hogy a játék továbbra is egy "AAA" cím minőségével és méretével rendelkezik majd. A Huntot pusztán kozmetikai tárgyakkal és tapasztalati boostokkal akarták monetizálni, azonban amikor a játék 2018. február 22-én Early Accessben elindult, a játék fizetős modellel jelent meg. [forrás?]
2014. december 13-án a Crytek elhalasztotta a 2014 végére tervezett zárt bétát, anélkül, hogy dátumot vagy tartományt adott volna meg, hogy mikor jöhet. A késedelem oka az volt, hogy a fejlesztés az austini stúdiójukból átkerült a frankfurti csapatukhoz.
A Hunt: Showdown 2018. február 22-én indult korai hozzáférésben. A 2018-as Gamescom-on jelentették be, hogy a játék Xbox One-ra az Xbox Game Preview programon keresztül fog megjelenni.
2019. július 3-án a Crytek a játék weboldalán bejelentette, hogy a játék hivatalos megjelenése 2019. augusztus 27-én lesz, Microsoft Windowsra. Az Xbox One hivatalos megjelenése a Microsoft Windows hivatalos megjelenésével egy napon lett volna, de technikai problémák miatt 2019. szeptember 19-re csúszott. 2020. február 18-án jelent meg a játék PlayStation 4-re.

## Televíziós sorozat
2021 novemberében a Binge bejelentette, hogy élőszereplős televíziós sorozatot készít a játékból. Allan Ungar és Vince Talenti a Binge producerei lesznek, a Crytek részéről Avni Yerli, Faruk Yerli és Pascal Tonecker pedig executive producerként csatlakozik.

## Fogadtatás
| Összegzőoldal | Értékelés                           |
| ------------- | ----------------------------------- |
| Metacritic    | PC: 81/100 PS4: 81/100 XONE: 76/100 |

| Szerző        | Értékelés   |
| ------------- | ----------- |
| Edge          | 9/10        |
| Eurogamer     | Recommended |
| OPM (UK)      | 9/10        |
| PC Gamer (US) | 74/100      |
| PCGamesN      | 6/10        |
| PSM           | 9/10        |

### A kritikusok fogadtatása
A játék "általában kedvező kritikákat" kapott a megjelenéskor a Metacritic kritika-összegző szerint. A kritikusok dicsérték a játékot innovatív játékmenetéért, és megjegyezték, hogy a játék nagyon egyedi élményt nyújtott a piacon lévő más multiplayer játékokkal összehasonlítva, bár néhány kritikus csalódott volt a játék induláskori tartalomhiány miatt.
A VG247 dicsérte a Hunt kiszámíthatatlanságát, azt írva, hogy "tudom, hogy az ellenségek valószínűleg honnan fognak jönni, és mit fognak tenni, és mégis úgy tűnik, hogy minden játék feldob valami meglepőt... mert egyszerűen olyan széles vásznat biztosít a játékosok fantáziadús cselszövéseihez." Az Eurogamer-nek tetszett a rettegés érzése, amit a Hunt keltett, mondván, hogy "nem vagyok benne biztos, hogy játszottam olyan többjátékos játékot, ami ilyen feszültséget kelt, a Rainbow Six: Siege óta." A PCGamesN Benjamin Griffinje úgy érezte, hogy a hangtervezés segített a játékmenet feszültségének fokozásában: "Varjúrajok, nyikorgó deszkapallók és megcsonkított lovak jajveszékelése a földön mind jelzik a jelenlétedet, míg odabent csörgő láncok és ropogó üvegek kerülendőek." Anthony McGlynn a PC Gamertől élvezte a Hunt csavarását a battle royale műfajban, úgy érezte, hogy a játék "a menekülésre, nem pedig arra összpontosít, hogy mindenkit megöljön - egyszerű, de mélyen hatékony". Ugyanakkor kritizálta a korlátozott számú pályát és fegyvert, ami miatt a játékot egy bizonyos ponton túl ismétlődőnek érzi.

### Elismerések
A játékot jelölték a 18. G.A.N.G. Awardson a "Best Sound Design for an Indie Game" díjra.

## Fordítás
Ez a szócikk részben vagy egészben  a   Hunt: Showdown című angol Wikipédia-szócikk ezen változatának fordításán alapul.  Az eredeti cikk szerkesztőit annak laptörténete sorolja fel. Ez a jelzés csupán a megfogalmazás eredetét és a szerzői jogokat jelzi, nem szolgál a cikkben szereplő információk forrásmegjelöléseként.